# Minoterie du Congo
La Minoterie du Congo (MINOCO), est une filiale congolaise du groupe Seaboard agroalimentaire international qui possède treize moulins dans les pays d’Afrique, Caraïbes et en Amérique du Sud. La Minoterie du Congo (MINOCO) est l’unique société congolaise de fabrication de farine.
Le groupe a acquis depuis de nombreuses années une expertise dans la production de la farine fortifiée qui est vendue dans la plupart des pays dans lesquels Seaboard possède des minoteries.
Cette société bénéficie d'une politique d'importation de céréales et de découragement de l'importation de farine.